# Jacob von Julin (1881–1942)
Rolf Jacob von Julin, född 21 augusti 1881 i Åbo, död 19 februari 1942 i Helsingfors, var en finländsk industriman. Han var kusin till Albert von Julin (1871–1944) och far till Jacob von Julin (1906–1986).
Julin var verkställande direktör i bland annat Ab Kaukas fabrik från 1912, ordförande i Finska sågverksägarföreningen, Finska cellulosaföreningen och förvaltningsrådet för Träförädlingsindustrierna i Finlands centralförbund. Han var också ordförande i den för handelsfördrag med Sverige 1918 tillsatta delegationen och i den 1919 till Storbritannien, Frankrike, Italien och USA utsända handelskommissionen samt var medlem av det 1929 tillsatta ekonomiska rådet. Julin fick 1928 bergsråds titel.